# Campeonato de España de Atletismo 1918
El II Campeonato de España de Atletismo, se disputó los días 12 y 13 de octubre de 1918 en las instalaciones deportivas de Campo del Athletic Club de Madrid, Madrid, España, organizado por la Federación Castellana de Atletismo.
Se disputaron 19 pruebas en categoría masculina.
En esta edición se produce una controversia respecto a la participación de atletas extranjeros. Se llega al acuerdo que los atletas extranjeros vencedores de alguna prueba sean reconocidos como campeones de España.
Respecto a Daniel García Tuñón, este atleta es de origen cubano, pero en diversos medios consta como extranjero y en otras como español.

La clasificación final por federaciones quedó de la siguiente forma(Al vencedor se entrega la Copa Regional):

1.º-Castilla -49 puntos.

2.º-Guipúzcoa -41 puntos.

3.º-Cataluña -25 puntos.

4.º-Vizcaya -18 puntos.

## Resultados

### Masculino
| Evento                                 | Oro                                                                                        | Plata                                                         | Bronce                                                                            |
| -------------------------------------- | ------------------------------------------------------------------------------------------ | ------------------------------------------------------------- | --------------------------------------------------------------------------------- |
| 100 metros lisos                       | Félix Mendizábal Federación Guipuzcoana 11.0                                               | Rafael María Casas Federación Catalana 11.1                   | Daniel García Tuñón Federación Castellana 11.2                                    |
| 200 metros lisos                       | Félix Mendizábal Federación Guipuzcoana 23.8                                               | Pedro Vallana Federación Vizcaya 24.4                         | Daniel García Tuñón Federación Castellana 24.6                                    |
| 400 metros lisos                       | Antonio Blanch Federación Catalana 57.0                                                    | Gonzalo Leyra Federación Castellana 58.8                      | José María Peña Federación Vizcaya                                                |
| 800 metros lisos                       | Juan Muguerza Federación Guipuzcoana 2:12.6                                                | Antonio Blanch Federación Catalana 2:14.4                     | Manuel Crespo Federación Castellana                                               |
| 1500 metros lisos                      | Juan Muguerza Federación Guipuzcoana 4:29.2                                                | Rosendo Calvet Federación Catalana 4:34.0                     | Emilio González Federación Castellana                                             |
| 5000 metros lisos                      | Juan Muguerza Federación Guipuzcoana 16:48.0                                               | Rosendo Calvet Federación Catalana 16:50.4                    | Emilio González Federación Castellana                                             |
| 110 metros vallas                      | Álvaro de Artola Federación Guipuzcoana 18.2                                               | Federico Reparaz Federación Castellana 18.6                   | Luis Monasteriobide Federación Castellana                                         |
| Salto de altura                        | Otto Timm (Extranjero) Federación Castellana 1.64                                          | G.Blume (Extranjero) Federación Castellana 1.62               | Álvaro de Artola Federación Guipuzcoana 1.55                                      |
| Salto de altura sin impulso            | Álvaro de Artola Federación Guipuzcoana 1.41                                               | Pompeyo Sevilla Federación Castellana 1.40                    | Jaime Nin Federación Catalana 1.32                                                |
| Salto con pértiga                      | Juan Bautista Erice Federación Vizcaya 3.20                                                | Clemente Martínez Federación Vizcaya 2.80                     | G.Blume (Extranjero) Federación Castellana 2.70                                   |
| Salto de longitud                      | Camilo Calleja Federación Castellana 5.94                                                  | Felix Mendizábal Federación Guipuzcoana 5.82                  | Pedro Vallana Federación Vizcaya 5.62                                             |
| Salto de longitud sin impulso          | Pompeyo Sevilla Federación Castellana 2.83                                                 | Álvaro de Artola Federación Guipuzcoana 2.81                  | Jaime Nin Federación Catalana 2.70                                                |
| Triple salto                           | Camilo Calleja Federación Castellana 11.62                                                 | Juan Bautista Erice Federación Vizcaya 11.05                  | G.Blume (Extranjero) Federación Castellana 10.95                                  |
| Lanzamiento de peso                    | Daniel García Tuñón Federación Castellana 10.48                                            | Blume (Extranjero) Federación Castellana 10.46                | Juan Bautista Erice Federación Vizcaya 10.21                                      |
| Lanzamiento de disco                   | Daniel García Tuñón Federación Castellana 33.38                                            | Luciano Urquijo Federación Castellana 31.90                   | Álvaro de Artola Federación Guipuzcoana 29.15                                     |
| Lanzamiento de martillo                | Daniel García Tuñón Federación Castellana 21.94                                            | Rafael Casas Federación Castellana 17.49                      | Álvaro de Artola Federación Guipuzcoana 17.38                                     |
| Lanzamiento de jabalina (estilo libre) | Wöhler (Extranjero) Federación Castellana 44.73                                            | Jaime Nin Federación Catalana 41.40                           | Daniel García Tuñón Federación Castellana 38.45                                   |
| Lanzamiento de granada                 | Daniel García Tuñón Federación Castellana 43.20                                            | Luciano Urquijo Federación Castellana 42.18                   | Álvaro de Artola Federación Guipuzcoana Luis Monasteriovide Federación Castellana |
| Relevos 4x250 metros lisos             | Castilla Daniel García Tuñón Kossak (Extranjero) José Entrecanales Federico Reparaz 2:15.2 | Cataluña Jaime Nin Rosendo Calvet Rafael Casas Antonio Blanch |                                                                                   |